# Liettres
Liettres (flämisch: Liste) ist eine französische Gemeinde mit 368 Einwohnern (Stand: 1. Januar 2022) im Département Pas-de-Calais in der Region Hauts-de-France. Sie gehört zum Arrondissement Béthune und zum Kanton Aire-sur-la-Lys. 

## Lage
Die Gemeinde Liettres liegt in der Landschaft Artois am Flüsschen Laquette, etwa 22 Kilometer westnordwestlich von Béthune. Umgeben wird Liettres von den Nachbargemeinden Blessy im Norden, Witternesse im Nordosten, Quernes im Osten, Linghem im Osten und Südosten, Rely im Südosten und Süden sowie Estrée-Blanche im Süden und Westen.

## Bevölkerungsentwicklung
| Jahr                       | 1962 | 1968 | 1975 | 1982 | 1990 | 1999 | 2006 | 2013 | 2022 |
| Einwohner                  | 247  | 226  | 229  | 241  | 224  | 239  | 280  | 316  | 368  |
| Quellen: Cassini und INSEE |      |      |      |      |      |      |      |      |      |

## Sehenswürdigkeiten
- Kirche Saint-Pierre aus dem 15. Jahrhundert mit späteren Umbauten
- Schloss aus dem 17. Jahrhundert
- Alte Windmühle

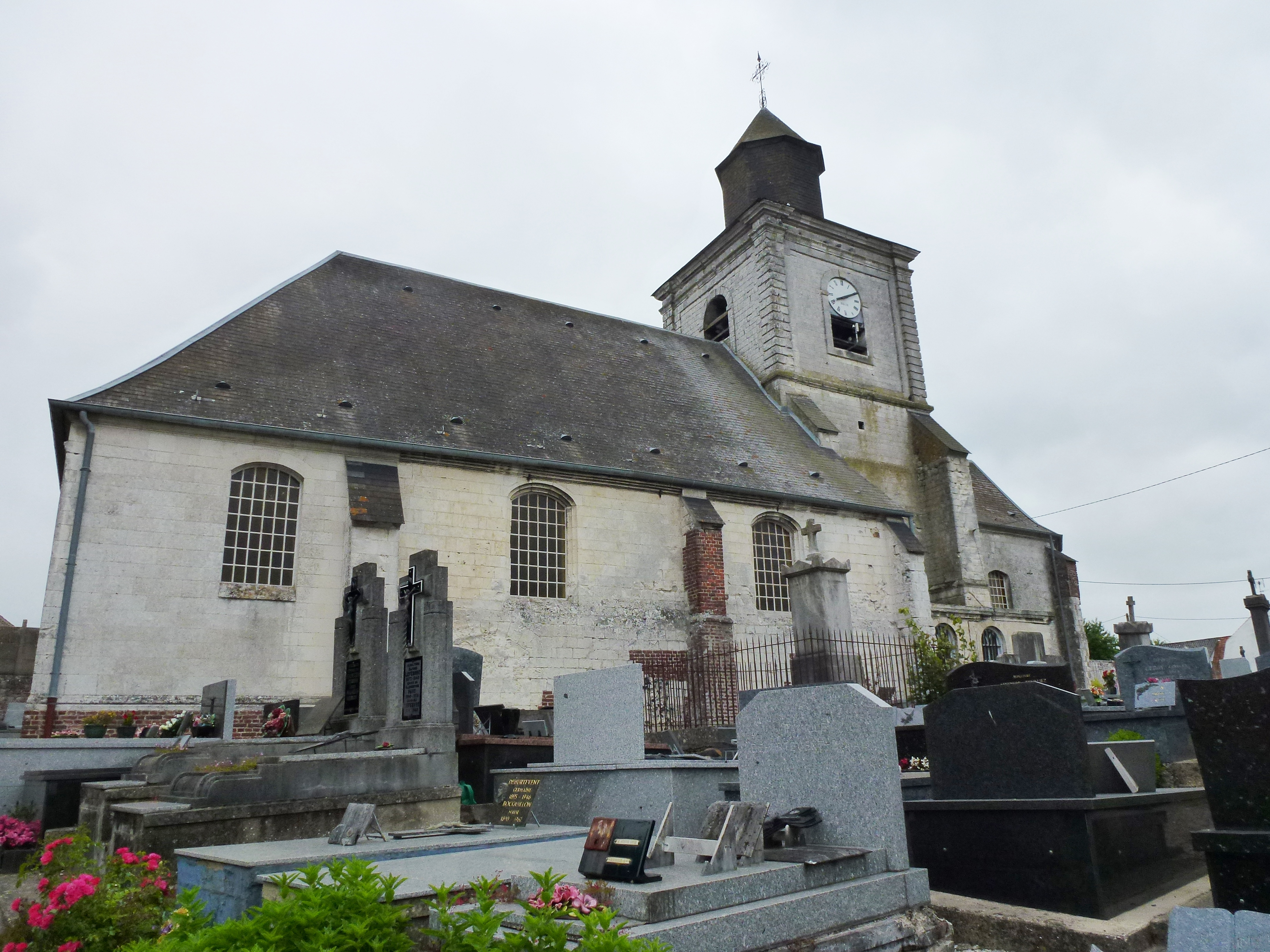
Kirche Saint-Pierre
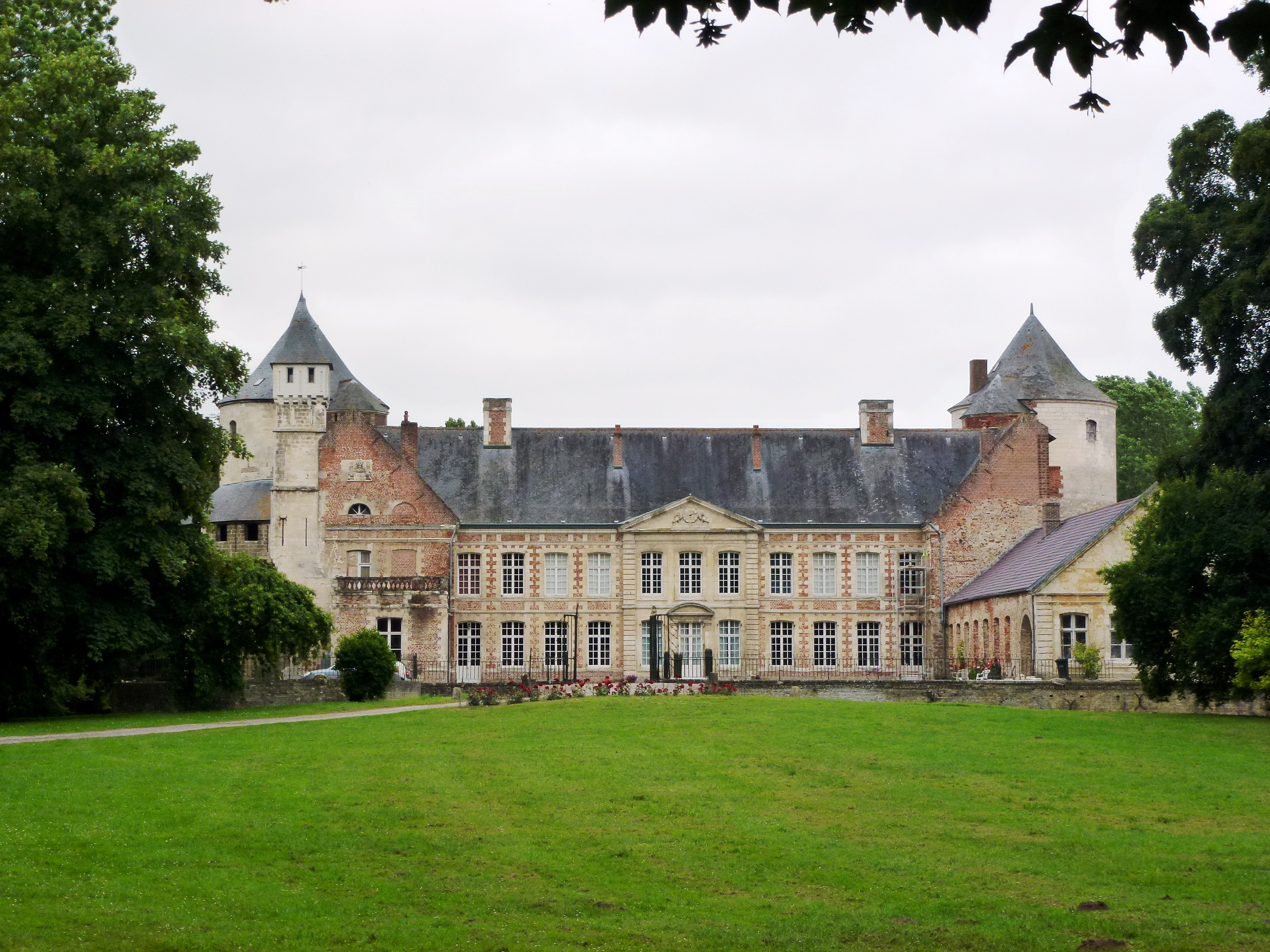
Schloss
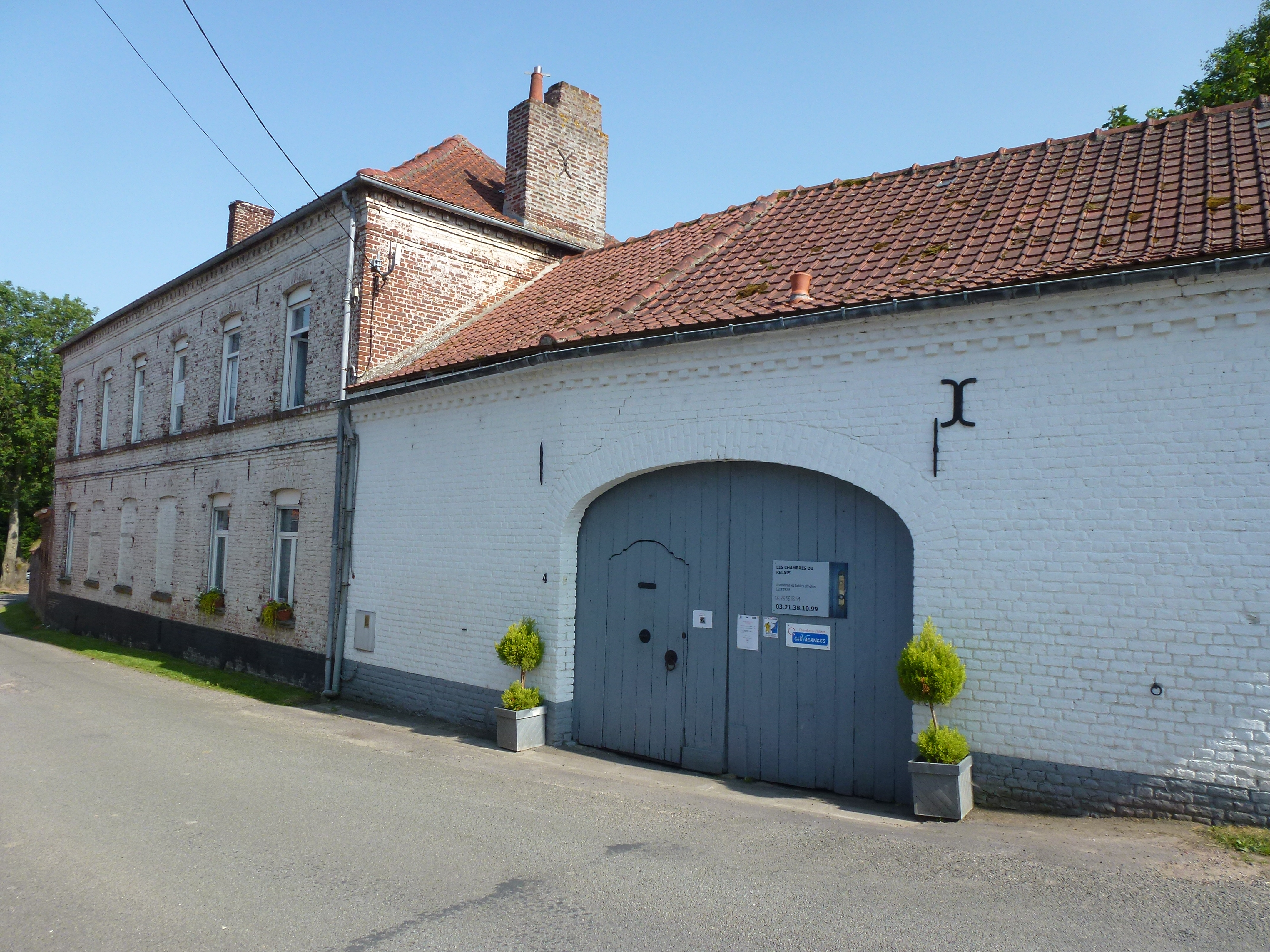
Ehemalige Ausspanne
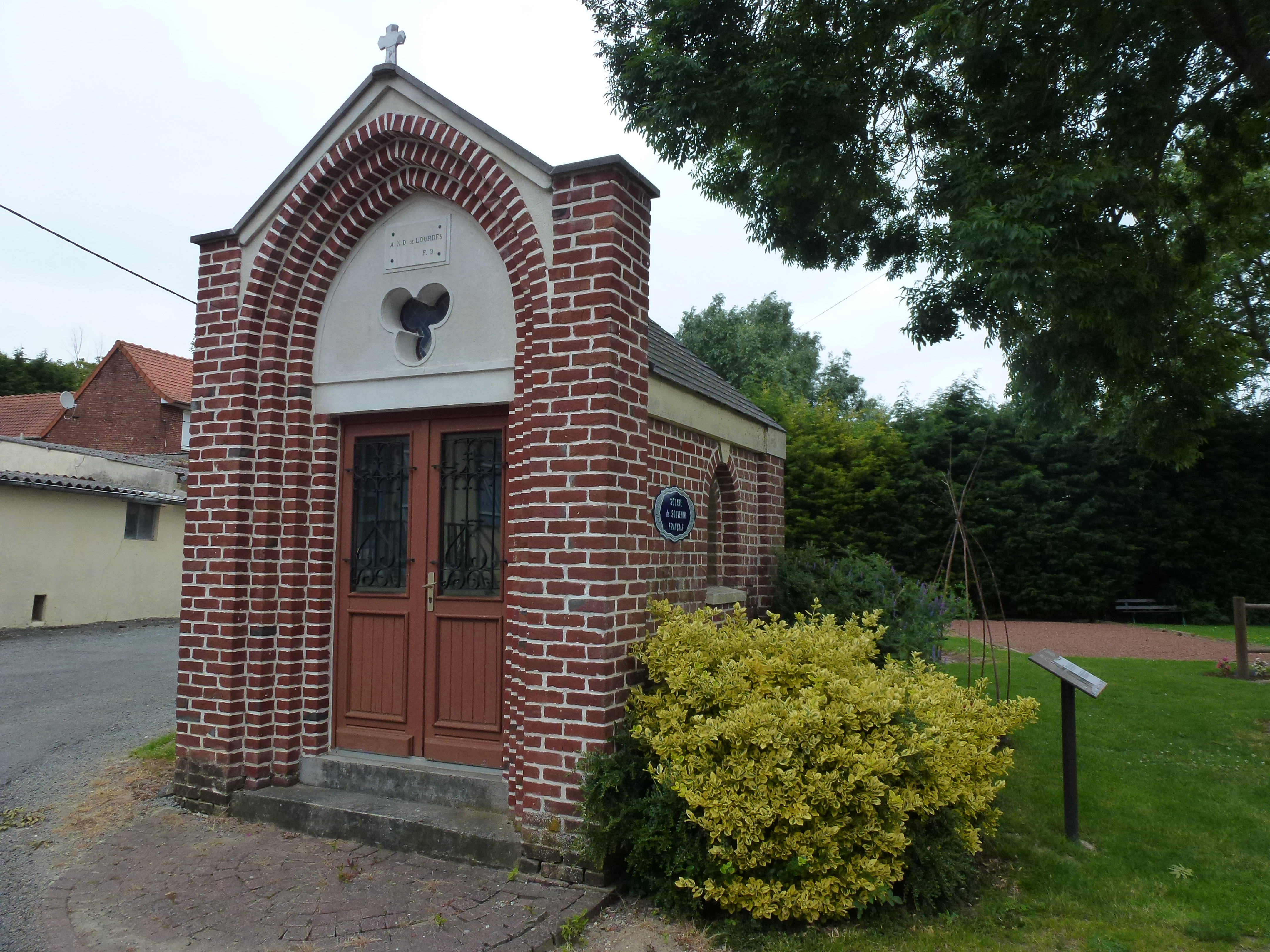
Oratorium Notre-Dame-de-Lourdes